# Cap Ransonnet
Pour les articles homonymes, voir Ransonnet.
Appelé Cape Ransonnet en anglais, le cap Ransonnet est un cap australien qui constitue le point les plus méridional de l'île Dirk Hartog, une île de l'océan Indien fermant le golfe communément appelé baie Shark, sur la côte ouest de l'Australie-Occidentale. Baigné par les eaux du détroit nommé passage Épineux, lequel le sépare de la péninsule Carrarang, il a été nommé par l'expédition vers les Terres Australes du Français Nicolas Baudin en l'honneur de Joseph Ransonnet, monté à bord du Naturaliste en tant qu'aspirant.